# Michael Balling
Michael Josef Balling (Heidingsfeld, 1866. augusztus 27. – Darmstadt, 1925. szeptember 1.) német brácsaművész és karmester.

## Élete és munkássága
Egy litográfus legkisebb fia, öt testvére volt, szegényes körülmények közt nevelkedett. Cipészmesterséget kellett tanulnia, később, miután énekleckéket vett, felvételt nyert a Würzburgi zeneművészeti főiskolára, ahol Hermann Ritternél brácsázni tanult.
Brácsásként szerződést kapott a Bayreuthi Ünnepi Játékokra, ahol Felix Mottl fedezte fel tehetségét. 1896-ban itt kapott asszisztens karmesteri állást, az 1906 és 1909 közti Parsifal előadásokat  már ő vezényelhette. 
Brácsásként és karmesterként több zenekarhoz is kapott szerződést (Hamburg, Lübeck, Breslau) 1904-ben Felix Mottl utóda lett a Badeni Nagyhercegség udvari zenekarában Karlsruheban, ahol 1907-ig működött. 
1911 november 4-én foglalta el karmesteri állását a Magyar Király Operaházban, amit már 1912. január 26-án fel is adott, mert még ez évtől Hans Richter utódja lehetett a Manchesteri Hallé Zenekar élén.
1919-ben visszahívták hazájába, ahol haláláig a darmstadti színház főzeneigazgatójaként működött. 
Balling főleg Richard Wagner  műveinek nemzetközi terjesztésével szerzett érdemeket. Angliában, vendégkarmesterként Spanyolországban, Ausztráliában és Új-Zélandban is meghonosította Wagner operáit. Nelsonban konzervatóriumot is alapított. Bár művészetének súlypontja Wagner volt, de Bach Passióit, Bruckner miséit és Dvořák Stabat Materét is repertoáron tartotta. Reznicek Kékszakáll és Schreker Der ferne Klang című operáit ő mutatta be. .